# メンデス (競走馬)
メンデス (Mendez) はフランスの競走馬・種牡馬。おもな勝ち鞍は1984年のムーラン・ド・ロンシャン賞など。引退後はフランスと日本で種牡馬として供用された。

## 生涯
競走馬時代は短距離とくにマイル路線で活躍し、G1のムーラン・ド・ロンシャン賞をはじめ重賞を4勝（ムーラン・ド・ロンシャン賞以外にジャンプラ賞、シェーヌ賞、フォンテンブロー賞）した。
競走馬を引退したのちは種牡馬となり、フランスで2年間供用されたあと、日本へ輸出された。フランス供用時代の産駒リナミクスは競走馬としても種牡馬としても優れた成績を収めた。
ホモ接合型の芦毛遺伝子をもち、すべての産駒の毛色が芦毛であったことで知られた。このことについて日本では、名前をもじって「メンデスの法則」と呼ばれることがあった。

## 主な産駒
- フランス
  - リナミクス（1988年プール・デッセ・デ・プーラン、1998年および2004年のフランスリーディングサイアー）[2]
- 日本
  - ヴァイスシーダー（1991年ニュージーランドトロフィー4歳ステークス）[3]
  - ジャニス（1992年府中牝馬ステークス）[4]
  - ハシルショウグン（1991年東京王冠賞、1992年大井記念、1993年帝王賞、川崎記念、大井記念）[5]
  - ホクトオーロラ（1998年東京プリンセス賞、ロジータ記念）[6]
  - オートメンデス（1997年スパーキングレディーカップ）[7]

## 血統表
| メンデスの血統                               | メンデスの血統                    | メンデスの血統        | （血統表の出典）      | （血統表の出典） |
| 父系                                         | リファール系                      | リファール系          | リファール系          | [ § 2 ]          |
| 父 *ベリファ Bellypha 1976 芦毛 アイルランド | 父の父Lyphard 1969 鹿毛 アメリカ  | Northern Dancer       | Nearctic              | Nearctic         |
| 父 *ベリファ Bellypha 1976 芦毛 アイルランド | 父の父Lyphard 1969 鹿毛 アメリカ  | Northern Dancer       | Natalma               |                  |
| 父 *ベリファ Bellypha 1976 芦毛 アイルランド | 父の父Lyphard 1969 鹿毛 アメリカ  | Goofed                | Court Martial         | Court Martial    |
| 父 *ベリファ Bellypha 1976 芦毛 アイルランド | 父の父Lyphard 1969 鹿毛 アメリカ  | Goofed                | Barra                 |                  |
| 父 *ベリファ Bellypha 1976 芦毛 アイルランド | 父の母Belga 1968 芦毛 フランス    | Le Fabuleux           | Wild Risk             | Wild Risk        |
| 父 *ベリファ Bellypha 1976 芦毛 アイルランド | 父の母Belga 1968 芦毛 フランス    | Le Fabuleux           | Anguar                |                  |
| 父 *ベリファ Bellypha 1976 芦毛 アイルランド | 父の母Belga 1968 芦毛 フランス    | Belle de Retz         | Gilles de Retz        | Gilles de Retz   |
| 父 *ベリファ Bellypha 1976 芦毛 アイルランド | 父の母Belga 1968 芦毛 フランス    | Belle de Retz         | Abracadabra           |                  |
| 母 Miss Carina 1975 芦毛 フランス            | 母の父Caro 1967 芦毛 アイルランド | *フォルティノ Fortino | Grey Sovereign        | Grey Sovereign   |
| 母 Miss Carina 1975 芦毛 フランス            | 母の父Caro 1967 芦毛 アイルランド | *フォルティノ Fortino | Ranavalo              |                  |
| 母 Miss Carina 1975 芦毛 フランス            | 母の父Caro 1967 芦毛 アイルランド | Chambord              | Chamossaire           | Chamossaire      |
| 母 Miss Carina 1975 芦毛 フランス            | 母の父Caro 1967 芦毛 アイルランド | Chambord              | Life Hill             |                  |
| 母 Miss Carina 1975 芦毛 フランス            | 母の母Miss Pia 1965 青毛 アメリカ | Olympia               | Heliopolis            | Heliopolis       |
| 母 Miss Carina 1975 芦毛 フランス            | 母の母Miss Pia 1965 青毛 アメリカ | Olympia               | Miss Dolphin          |                  |
| 母 Miss Carina 1975 芦毛 フランス            | 母の母Miss Pia 1965 青毛 アメリカ | Ultimate Weapon       | Bold Ruler            | Bold Ruler       |
| 母 Miss Carina 1975 芦毛 フランス            | 母の母Miss Pia 1965 青毛 アメリカ | Ultimate Weapon       | Outer Space F-No.23-b |                  |
| 母系(F-No.)                                  | (FN:23-b)                         | (FN:23-b)             | (FN:23-b)             | [ § 3 ]          |
| 5代内の近親交配                              | Nasrullah 5x5=6.25%               | Nasrullah 5x5=6.25%   | Nasrullah 5x5=6.25%   | [ § 4 ]          |
| 出典                                         | 1. 2. 3. 4.                       | 1. 2. 3. 4.           | 1. 2. 3. 4.           | 1. 2. 3. 4.      |

- 近親にフドオー（ダービーグランプリ2着）[9]